# 奧羅維爾水壩
奧羅維爾水壩（英語：Oroville Dam）為位於美國加利福尼亚州奥罗维尔，攔截羽毛河河水蓄水的土石壩，壩高770英尺（230），為美國最高的水壩，主要功能為供水、發電及防洪，該壩形成的奧羅維爾湖為加州第二大人工湖，蓄水量達350萬英畝-英尺（4.4 km3），为美国第21大蓄水量的水库。
奧羅維爾水壩由加州水資源局建造，為加州水資源計畫的關鍵工程，為加州兩大水資源系統計畫之一。

## 历史
奧羅維爾水壩於1961年開始建造，建造過程中雖面臨多次洪水以及建壩材料運輸火車事故，大壩仍於1967年完成，整個工程於1968年投入使用。奧羅維爾水壩裝設抽水蓄能电站進行發電，該水電站為美國最大的地下水電站。

### 2017年洩洪道損害

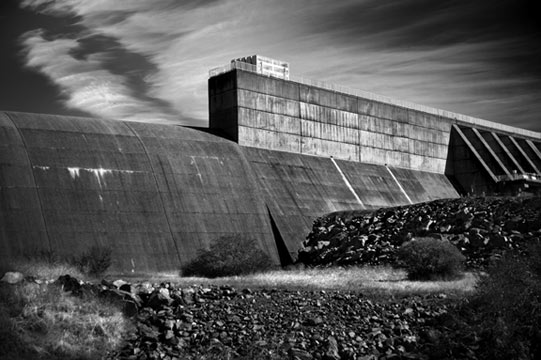
照片顯示部分的奧羅維爾水壩緊急溢洪道（左）及主洩洪道（右）（2008年）

#### 主洩洪道損害
2017年2月7日，在多天大雨後以50,000立方英尺每秒（1,400立方每秒）的流量進行例行性洩洪時，奧羅維爾水壩的主洩洪道出現了一個大坑。高入水量迫使水壩管理者繼續使用損害的主洩洪道，但這也使得坑洞持續擴大。至2月10日時主洩洪道的坑洞已達300英尺（91）寬、500英尺（152）長、及45英尺（14）深。同時，由主洩洪道坑洞沖出的碎片被帶到下游，造成的高濁度損害了羽毛河魚孵化場。為了減低損害，魚孵化場的州職員開始撤離幼魚和魚卵
。
雖然工程師為了避免使用緊急溢洪道而繼續使用損害的主洩洪道，期望能降低奧羅維爾湖水位到安全範圍內，但洩洪量仍從65,000 cu ft/s（1,800 m3/s）調降到55,000 cu ft/s（1,600 m3/s），以避免損傷到鄰近的輸電線，但這也使得湖面持續升高。

#### 緊急溢洪道的使用和下游居民撤離

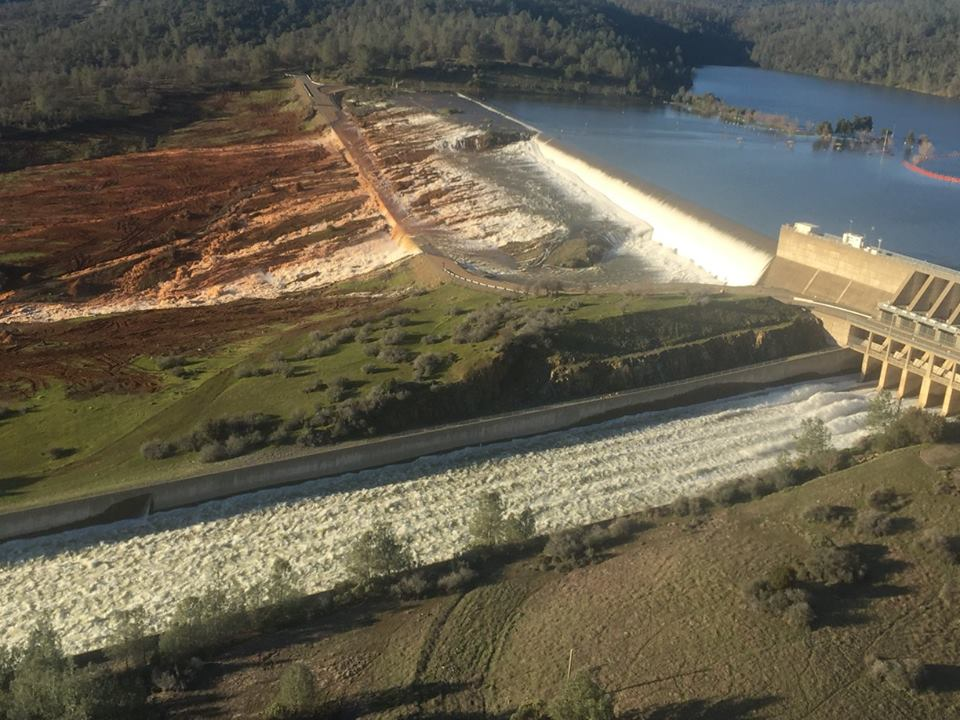
湖水溢過緊急溢洪道及下方停車場；照片近處是主洩洪道（2017年2月11日）

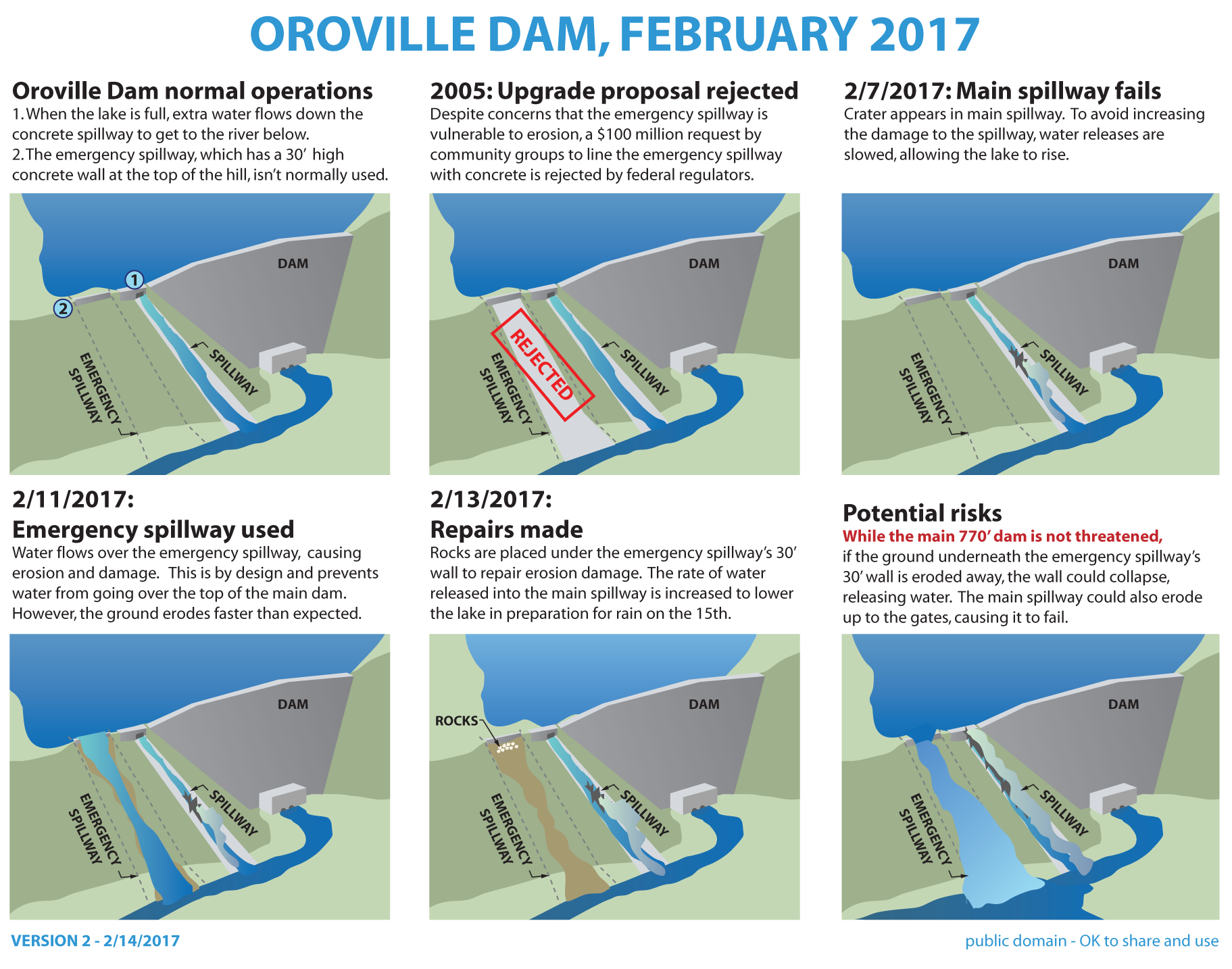

2017年2月11日早上8點，奧羅維爾湖水自1968年奧羅維爾水壩完工後，首度溢流過緊急溢洪道。水壩管理員和州水資源局官員當時認為不會危害到公眾安全，因此撤離奧羅維爾市居民並不被考慮。流經緊急溢洪道的流量達到12,600 cu ft/s（360 m3/s），直接流經緊急溢洪道下方的山丘，一如當初的設計。
2017年2月12日，撤離令被下達給居住在羽毛河盆地低窪地區布特、尤巴、及薩特等郡內民眾，因緊急溢洪道下方山丘出現了侵蝕洞，可能造成緊急溢洪道崩塌。為了減緩洪水侵蝕緊急溢洪道，管理員調大主洩洪道的流量至100,000 cu ft/s（2,800 m3/s）。
到了2月12日晚上8點時，主洩洪道提高的洩洪量成功的降低了水壩水位，洪水不再流過緊急溢洪道，但撤離令還沒被解除。緊急損害評估訂於13日上午進行。至13日，約18萬8000名居民已撤離。在水壩和洩洪道得到聯邦和州官員認定為安全後，布特郡警長於2月14日解除了強制撤離令。

#### 調查和重建
重建溢洪道在2018年底完成，2019年4月6日新溢洪道開始使用。